# هرمانکوویتسه
هرمانکوویتسه (به چکی: Heřmánkovice) یک منطقهٔ مسکونی در جمهوری چک است که در ناحیه ناخود واقع شده‌است. هرمانکوویتسه ۱۹٫۹۲ کیلومتر مربع مساحت و ۴۸۸ نفر جمعیت دارد و ۴۴۷ متر بالاتر از سطح دریا واقع شده‌است.